# Вар Лабі
Вар Лабі (Леб) (*д/н — бл. 1057) — володар держави Текрур в 1040/1041—1057 роках.

## Життєпис
Син Вар Джабі, володаря Текруру. після його смерті у 1040 або 1041 році посів. Трон. Невдовзі з огляду на конфлікти з поганськими племенами або з власного переконання відмовився від ісламу. Тоді проти нього виступили альморавідське військо на чолі із Вазджаєм ібн Ясіном. У 1043—1044 роках текрурське військо зазнало поразки. 1047 року відновилася ісламізація в державі.
У 1056 році спільно з Альморавідами вимушений був виступити проти імперії Вагаду, з якою текрур мав тривалі торгівельні та культурні стосунки. Проте близько 1057 року у битві біля Табарфрілі зазнав поразки від гани Бассі. Ймовірно загинув у битві або помер невдовзі.